# Karen Chatsjatoerjan
Karen Soerenovitsj Chatsjatoerjan (Russisch: Карен Суренович Хачатурян; Armeens: Կարեն Սուրենի Խաչատրյանը) (Moskou, 19 september 1920 – aldaar, 19 juli 2011) was een Sovjet-Russische en Armeens componist. Hij was de neef van Aram Chatsjatoerjan.
Chatsjatoerjan studeerde aan het Conservatorium van Moskou. Zijn studies werden belemmerd door zijn dienst voor de amusementsdivisie van het Rode Leger. In 1945 zette hij zijn studies voort aan de zijde van Dmitri Sjostakovitsj en Nikolaj Mjaskovski.
Hij schreef tijdens zijn carrière onder meer het voormalige volkslied van Somalië en Zanzibar. 